# إيزولا
إيزولا (بالإيطالية: Isola d'Istria) هي مدينة ومحافظة قديمة تتميز بصيد الأسماك، وتقع في جنوب غرب سلوفينيا على ساحل البحر الأدرياتيكي في شبه جزيرة إستريا. اسمها مأخوذ من كلمة ايزولا الإيطالية، والتي تعني الجزيرة.

## توأمة
لإيزولا اتفاقيات توأمة مع كل من:
- جيبوتي
- تولنتينو
- Treptow-Köpenick [الإنجليزية]‏
- سنكوتارد [الإنجليزية]‏

## أعلام
- نينو بنفينوتي
- إنريكو إنجل
- بولونا باريتش